# Satoshi Ōno
Satoshi Ōno (大野 智?, Ōno Satoshi; Mitaka, 26 novembre 1980) è un cantante, attore e coreografo giapponese.
Ha una sorella maggiore.
Inizia la sua carriera all'interno del mondo dello spettacolo nel 1994 come tarento, scoperto dall'agenzia Johnny & Associates, mentre nel 1997 viene scelto per la prima volta per far parte del cast d'uno spettacolo televisivo.
Debutta ufficialmente in campo musicale nel settembre 1999 con la costituzione della boy band J-pop Arashi, di cui è fin dall'inizio il cantante ufficiale. Il suo primo concerto da solista è del 2006 ed è diventato nel 2009 il primo ed unico membro del gruppo a pubblicare un Singolo da solista. Prepara inoltre anche alcune delle coreografia e danze per i concerti live.
Nel 2008, col dorama intitolato Maou, assume il ruolo di protagonista, che poi prosegue anche in Kaibutsu-kun, il live action ispirato dall'anime Carletto il principe dei mostri.
Conduce uno show radiofonico in onda tutti i giorni feriali a partire dal 2002.

## Filmografia

### Televisione
| Anni | Titoli                                                   | Ruolo assunto           | Note                                                            |
| ---- | -------------------------------------------------------- | ----------------------- | --------------------------------------------------------------- |
| 1999 | V no Arashi                                              | Satoshi Ohno            | Protagonista assieme agli altri membri degli Arashi             |
| 2001 | Speed Star                                               | Hiroshi Sakurai         | Special TV                                                      |
| 2002 | Shōnen Taiya: Third Story - Aoki-san Uchi no Oku-san     | Satoshi                 | Protagonista, mini-dorama in 4 puntate                          |
| 2003 | Engimono: Mitsuo                                         | Mitsuo                  | Protagonista, mini-dorama in 4 puntate                          |
| 2003 | Yoiko no Mikata                                          | Claim Agent Arashi      | Epi 8, star ospite                                              |
| 2004 | Yon-bun no Ichi no Kizuna                                | Naoya Suzuki            | Special TV                                                      |
| 2004 | Gekidan Engimono: Third Story - Katte ni Nosutarujii     |                         | Protagonista, mini-dorama in 4 puntare                          |
| 2007 | Yamada Tarō monogatari                                   | Villa Kubari no Oniisan | Epi 10, star ospite                                             |
| 2008 | Maō                                                      | Ryo Naruse              | Protagonista con Tōma Ikuta                                     |
| 2009 | Uta no Oniisan                                           | Kenta Yano              | Protagonisti                                                    |
| 2009 | 0 Gōshitsu no Kyaku: First Story - Akogare no Otoko      | Hiroyuki Matsuda        | Protagonista delle prime 4 puntate                              |
| 2010 | Saigo no Yakusoku                                        | Satoru Mashiko          | Protagonista assieme agli altri membri degli Arashi, special TV |
| 2010 | Tokujo Kabachi!!                                         | Shūhei Honda            | Epi 10, star ospite                                             |
| 2010 | Kaibutsu-kun (serie televisiva)                          | Kaibutsu Tarou          | Protagonista                                                    |
| 2010 | Mō Kaette Kita Yo!! Kaibutsu-kun Subete Shinsaku Special | Kaibutsu Tarou          | Protagonista, special TV                                        |
| 2010 | Yonimo Kimyōna Monogatari: Hajime no Ippo                | Hajime Shinozaki        | Protagonista, special TV                                        |
| 2011 | Kaibutsu-kun Shinsaku SP                                 | Kaibutsu Tarou          | Protagonista                                                    |
| 2012 | Mou Yuukai Nante Shinai                                  | Shotaro Tarui           | Protagonista                                                    |
| 2012 | Kagi no Kakatta Heya                                     | Kei Enomoto             | Protagonista                                                    |
| 2012 | Papadol!                                                 | Satoshi Ohno            | Epi 1, star ospite                                              |
| 2013 | Kyou no Hi wa Sayounara                                  | Kouta Fujioka           | Protagonista, 24 Hour Television special                        |
| 2014 | Shinigami-kun                                            | Shinigami-kun           | Protagonista                                                    |
| 2016 | Sekai ichi muzukashii koi                                |                         | Protagonista                                                    |

### Cinema
| Anno | Titolo                             | Ruolo assunto        | Note         |
| ---- | ---------------------------------- | -------------------- | ------------ |
| 2002 | Pikanchi Life Is Hard Dakedo Happy | Haruhiko Kida (Haru) |              |
| 2004 | Pikanchi Life Is Hard Dakara Happy | Haruhiko Kida (Haru) | Protagonista |
| 2007 | Kiiroi Namida                      | Kei Shimokawa        |              |
| 2011 | Kaibutsu-kun (film)                | Kaibutsu-kun         | Protagonista |